# Daniel Negreanu
Daniel Negreanu (26. srpnja 1974.) rumunjsko-kanadski je profesionalni pokeraš, s osvojenih četiri World Series Of Poker narukvica i dva World Poker Tour naslova. Godine 2004. proglašen je igračem godine.

## Biografija

### Rani Život
Negreanu je rođen u Torontu u Kanadi. Njegovi roditelji, Annie and Constantin napustili su stari komunistički režim Rumunjske, i 1967. sa željom da započnu novi život u Sjedinjenim Državama. Završili su u Torontu gdje se Constantin zaposlio kao električar i prodavač slatkiša. Uskoro su počeli stvarati obitelj. Daniel je rođen 5 godina nakon starijeg brata. Toronto je bilo pozitivno mjesto, iako je Danielu suđeno živjeti neuobičajenim stilom života. Dok je sanjao postati profesionalni biljarist, petnaestogodišnji Daniel je naučio igrati poker. Sa 16 godina provodio je vrijeme u biljarskim dvoranama, športskim kladionicama i igrajući poker. Kada je bio nekoliko ispita do mature, Daniel je odustao od škole i počeo živjeti od pokera, igrajući u dobrotvornim kasinima i tražeći ilegalna mjesta za igru. U Torontu, Daniel je upoznao i prohodao s Evelyn Ng, koja je također postala poznata pokerašica. Kada je podebljao budžet, Daniel je a 22 godine otišao u Las Vegas, želeći ostvariti svoj san i postati profesionalni pokeraš. Ipak, nije imao sreće i morao se vratiti u Toronto i ponovno skupiti novca za igru.

### Karijera u pokeru
Godine 1997. osvojio je dva turnira na World Poker Finals u Foxwoodsu, zaradio 55.064 dolara i imenovan je najboljim all-round igračem turnira. Trijumf Negreanua nastavio se osvajanjem 169.460 dolara na $2000 Pot Limit Hold'em turniru na 1998. World Series Of Poker natjecanju, postavši najmlađi osvajač WSOP narukvice u povijesti; rekord koji je držao do 2004. U nekoliko sljedećih godina, postao je jedan od najuspješnijih igrača na turnirima, osvojivši dva WPT naslova, tri WSOP narukvice, pojavivši se na čak 12 finalnih stolova. Također, imenovan je WSOP igračem godine u 2004. i WPT igračem godine u 2005. U prosincu 2005. započeo je svoju internetsku stranicu o pokeru - Full Contact Poker, koja uključuje njegov blog i pokeraške forume. Igrao je na toj stranici pod imenom KidPoker koje će otad postati i njegov nadimak. Negreanu je igrao na različitim televizijskim serijama, Late Night Poker, Poker After Dark, i High Stakes Poker, a bio je i komentator na Ultimate Poker Challenge. U studenom 2008. Negreanu je osvojio četvrti po redu British Columbia Poker Championships, u kojem je sudjelovalo ukupno 690 igrača (Negreanov osobni rekord) i osvojivši $299.951 dolara. Trenutačno, provodi osobni izazov na Pokerstars.net  gdje je započeo s 10 dolara i namjerava ih povećati na $100.000 dolara.

### Poker projekti
U svibnju 2008. objavio je knjigu pod nazivom Power Hold'em Strategy. Knjiga sadrži doprinos nekoliko pokeraša; Evelyn Ng, Erick Lindgren, Paul Wasicka, Todd Brunson i Davida Williamsa. Negreanu objašnjava strategiju Small Ball pokera. U isto vrijeme započeo i web-stranicu Poker VT u kojoj objašnjava i podučava raznim strategijama u pokeru. Objavljena je i PC igra Stacked with Daniel Negreanu u kojoj Daniel daje savjete o igri. Napisao je više od 100 članaka za CardPlayer Magazine, i dao doprinos za knjigu poker legende Doyla Brunsona Super System II. Poučavao je o pokeru na internetu na stranici Poker School Online te osobno podučavao mnoge zvijezde poput Tobeya Maguirea.

## World Series Of Poker
Do rujna 2009. godine, njegova ukupna zarada na turnirima u pokeru iznosi $12,427.047. 42 puta osvojio je novac na WSOP natjecanjima, i to ukupno $2,570.962. Također, vodeći je igrač po zaradi i u WPT turnirima.

#### World Series Of Poker narukvice
| Godina | Turnir                   | Nagrada (US$) |
| ------ | ------------------------ | ------------- |
| 1998.  | $2.000 Pot Limit Hold'em | $169.460      |
| 2003.  | $2.000 S.H.O.E.          | $100.440      |
| 2004   | $2.000 Limit Hold'em     | $169.100      |
| 2008.  | $2.000 Limit Hold'em     | $204.874      |